# Drei Tage wach
Drei Tage wach (Eigenschreibweise: DREI TAGE WACH ///) ist eine deutsche Indie-Rock-Band aus Hannover. Die fünfköpfige Formation wurde im Jahr 2008 gegründet und hat bislang zwei EPs sowie ein Studioalbum und zwei Singles veröffentlicht. Bis Juli 2012 firmierte die Band unter dem Namen Midas Inc.
Drei Tage wach kombinieren lyrische deutsche Texte mit Indie-Pop-, Rock- und Elektro-Einflüssen. Die Band inszeniert sich bei Live-Auftritten als Boygroup mit Kommerzpunkattitüde.

## Geschichte
Drei Tage wach wurde 2008 unter dem Namen Midas Inc. gegründet. Im Jahre 2009 brachte die Band die Party Party EP heraus. Im Juli 2012 benannte sich das Sextett aus Hannover in Drei Tage wach um.
Das Debütalbum Endlich. wurde in den Hannoveraner Horus Studios produziert und am 3. Mai 2013 über das Berliner Label Dreiklang Music auf CD, Vinyl und digital veröffentlicht. Es folgte die Single Keine Angst als erste Auskoppelung der LP. Im Rahmen der Veröffentlichung von Endlich. wurden Drei Tage wach mit Keine Angst u. a. „Newcomer der Woche“ bei Putpat.tv. Des Weiteren ist die Band auf dem im Mai 2014 unter der Schirmherrschaft des brandenburgischen Ministerpräsidenten Dietmar Woidke veröffentlichten Sampler „Deine Stimme zählt! Du hast die Wahl… ab 16 in Brandenburg“ mit dem Lied Neuland vertreten. Im Juli 2016 folgte die Veröffentlichung der EP #Neuland, ebenfalls über Dreiklang Music. Nach der Trennung von Schlagzeuger Ramon Fleig wurde Gitarrist Malte Kanthack neuer Schlagzeuger. Im Februar 2021 meldete sich die Band mit der Single Kann ich dich fragen aus einer längeren künstlerischen Pause zurück.
Die Band blickt auf über 100 Club- und Festivalkonzerte zurück. Die größten Festivals-Slots von Drei Tage wach waren u. a. das Open Flair Festival 2011 in Eschwege und das Fährmannsfest Hannover 2011 (jeweils als Midas Inc..) sowie die Kieler Woche 2013. Außerdem eröffnete die Band als Sieger des Göttinger „Rock am Kaufpark 2009“ das KWP Open Air 2009 für Manfred Mann’s Earth Band. Wichtige Clubkonzerte waren Support-Shows für Bakkushan 2010, die Killerpilze 2011 und die 5BUGS 2012 im Musikzentrum Hannover.

## Diskografie
- 2009: Party Party EP (EP, Eigenveröffentlichung)
- 2013: Endlich. (Album, Dreiklang Music)[8]
- 2013: Keine Angst (Single, Dreiklang Music)
- 2016: #Neuland (EP, Dreiklang Music)[9]
- 2021: Kann ich dich fragen (Single, Dreiklang Music)[10]

## Auszeichnungen
- 2. Platz beim Local Heroes Landesfinale 2009 in Hannover, Niedersachsen[11]